# Kiosque du belvédère de Châtillon
Le kiosque du belvédère de Châtillon est situé dans la forêt de Rosny-sur-Seine, dans le département français des Yvelines et la région Île-de-France. Placé sur un belvédère, il surplombe la vallée de la Seine.

## Histoire
Ce kiosque est l’un des deux cents construits dans le cadre de l’Exposition universelle de 1900. Sa fonction n'est pas définie et les hypothèses vont de guichet d'accueil, kiosque pour les commerçants ou kiosque à musique.
Ses décorations laissent penser qu'il aurait été situé dans la partie « palais de l'agriculture, exposition d'horticulture, nourriture et restauration » de l'Exposition.
À la fin de la manifestation, il est racheté pour être transformé en pavillon de chasse.
Il est laissé à l'abandon pendant de nombreuses années et les dégradations surviennent, incendie, vandalisme et tout simplement épreuves du temps, au point qu'en 2009, l'agence des espaces verts (AEV) d'Ile-de-France prend en charge un projet de restauration qui commence en 2013.
Après dix-huit mois de travaux, il est remis en place sur son belvédère

## Architecture
Ce kiosque à six faces est de style Art nouveau. L'architecte Félix Boiret fait appel au mosaïste français d'origine italienne Henri Bichi pour les décorations, des plantes à fleurs et à fruits réalisées en émaux de Briare et de tesselles recouvertes de feuilles d'or.

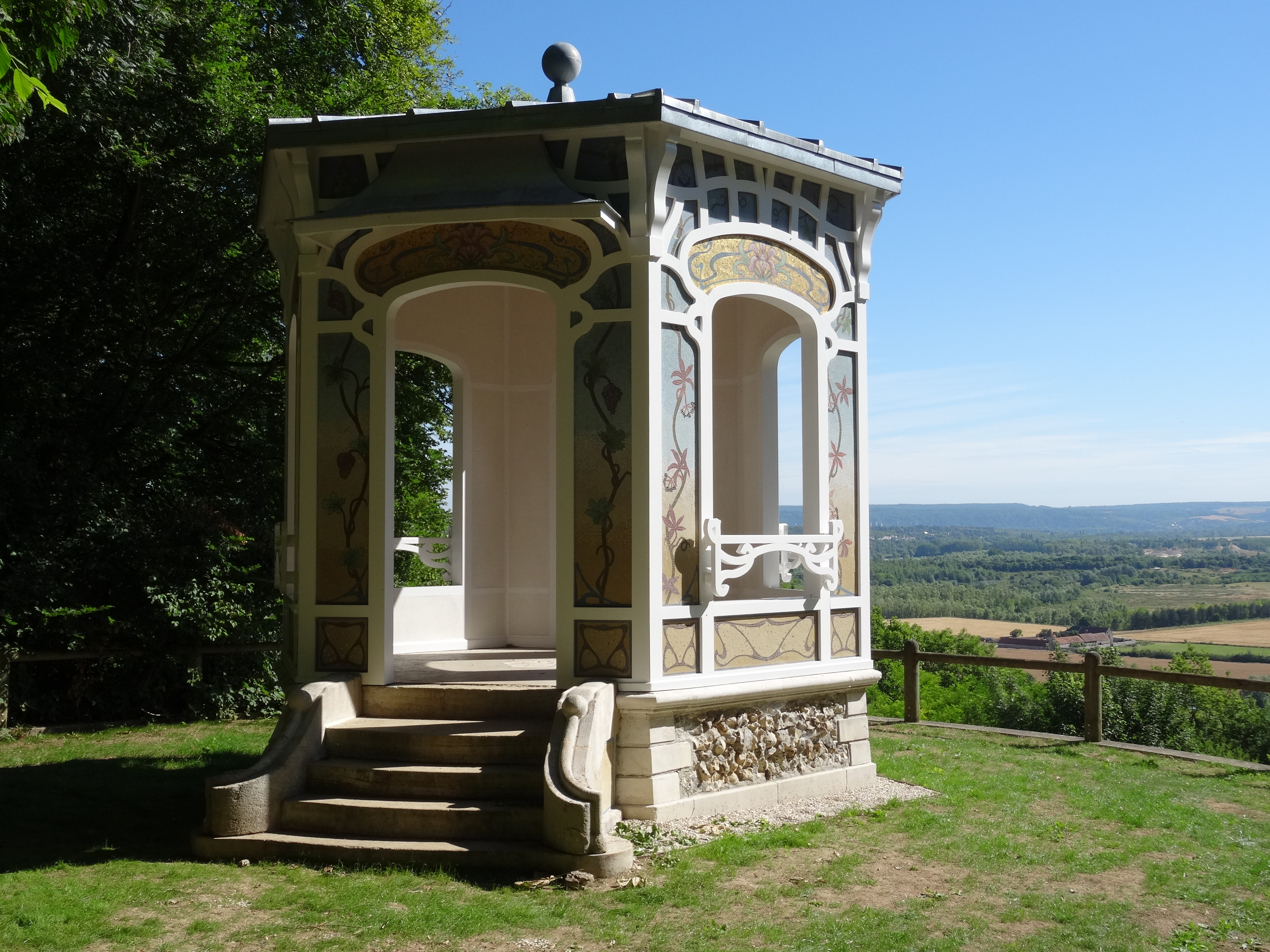
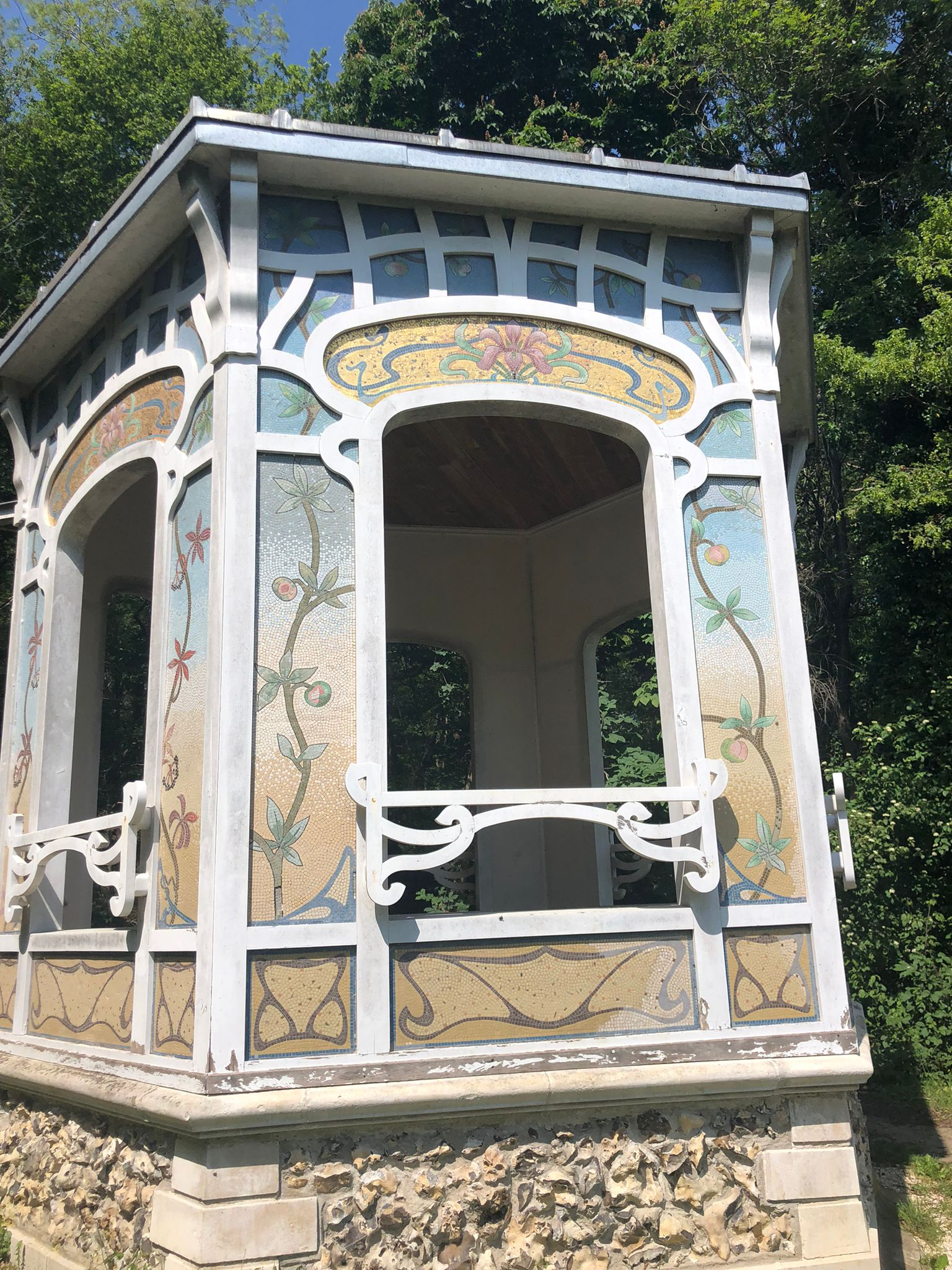